# 孫本文
孫 本文（そん　ほんぶん；英語: SUN Ben-wen、1891年-1979年2月）は、中国の社会学者。

## 来歴
1891年(光緒16年)、江蘇省呉江県七都郷(蘇州市呉江区)で生まれた。1915年、北京大学哲学系に入学。1918年に北京大学を卒業し、国立南京高等師範学校附属中学校で教職に就いた。学校では国文と哲学を教えた。
1921年、アメリカへ留学。イリノイ大学大学院大学院で学び、1923年に社会学修士号を取得。1922年からコロンビア大学大学院、1924年からはニューヨーク大学大学院で学び、1925年にニューヨーク大学で社会学博士号を取得した。シカゴ大学でも研究した。
1926年に中国へ帰国し、上海・大夏大学で短期間教員を務めた後、復旦大学社会学部の教授となった。1929年、現・国立中央大学の社会学部教授に就任。1930年、「中国社会学社」が立ち上がると、社長兼雑誌『社会学刊』主編を務めた。1930年5月、国民政府教育部高等教育司司長を務めた。1941年には、教育部聘教授(招聘教授)となった。
1949年、中央大学は南京大学と改称。1952年に政治的な原因で社会学部が廃止となると、南京大学地理系教授となった。1951年には、中国共産党の指導下で華東革命大学政治研究院に入り、思想改造を行った。1962年からは、南京大学政治系と哲学系で教えた。
1979年、江蘇省南京市で死去した。

## 研究内容・業績

### 評価
アレックス・インケルスは、著作で孫本文のことを中国の代表的社会学者と評価しているなど、当時影響力の強い社会学者だったことが窺える。